# Magnus Beringskjold
Magnus Bering Beringskjold, født Mogens Blach Ditlevsen Bering (31. august 1721 i Randers – 7. april 1804 i Stavanger) var en dansk godsejer og storkonspiratør. Slægtsnavnet er også skrevet Beringschiold. Han var ikke i familie med Vitus Bering.

## Baggrund
Født som Mogens Blach Ditlevsen Bering var han søn af Ingeborg Mogensdatter Blach, og altså opkaldt efter sin morfar, en købmand i Medelgade i Århus - og Ditlev Ottesen Bering, en velstående købmand, der i 1713 talte som den næsthøjest beskattede borger i Randers. Under det latiniserede navn Magnus Detlevii Bering blev han sammen med 160 andre indskrevet ved Københavns universitet 30. juli 1740, 19 år gammel og uddannet ved Horsens skole. Justitsråd og notarius publicus Chr. Schmidt fortalte senere, at pga. forbuddet mod import af silke og andre varer, havde Bering angivelig påtaget sig at indsmugle dem. I Hamborg og andetsteds skal han have opkøbt flere vognlæs, og fragtet dem til Roskilde over Nyborg. Ved Københavns Vesterport skal han have udgivet sig for at bringe posten fra Hamborg, som da var ventet, og blev derfor lukket ind uden visitation. Toldbetjenten spadserede efter sædvane bagefter hen til Postgården - mens Bering bare kørte sin vej med varerne. Det må være tale om Christian 6.s importforbud for at hjælpe landets industri, skærpet 16. juli 1745. Det eneste, der ellers er kendt fra Berings år som student, er, at han efter sigende anlagde en urtekramhandel i København; og da den gik dårligt, fik han en gammel student ved navn Sejersbøl til at låne sig alt, hvad han ejede - nogle hundrede rigsdaler - og forsvandt med dem til Tyskland. Bering indrømmede selv, at han havde drevet handel i København i disse år, men var gået fallit og flygtet til Bremen; men nogen forretning har han næppe stået for, da byens magistrat oplyste, at han ikke havde borgerskab i København.

## Adelstitel og russiske forbindelser
I Tyskland blev han i 1749 gift med en adelsfrøken, Maren Christine von Cappelen (1724-1783), hvis far, Thomas von Cappelen (død 1738), var født i Norge.  Parrets to sønner Ditlev og Thomas Beringschiold blev senere adlet i Danmark med navnet Wedelsparre.
I Tyskland var Bering kommet til penge, og i løbet af tre år betalte han sine kreditorer. Han kom også i kontakt med den holsten-gottorpske regering, som i 1756 gav ham titel af hertugelig hofråd. I 1758 Mogens Bering adlet med sit nye navn, Magnus Bering von Beringskjold, af den tyske kejser Frans 1. Selv påstod Bering at have deltaget i den preussiske syvårskrig, men var i hvert fald i 1761 i Sankt Petersborg som den danske regerings spion i forbindelse med forsøgene på at opnå en ordning på det holstenske spørgsmål. Han fik mægtige venner ved det russiske hof, som den gang nærmest var gottorpsk, og benyttede anledningen til at få afsluttet flere af de retssager, han havde anlagt som købmand i Lübeck. Gehejmeråd Bernstorff betalte ham for hans tjenester i Rusland, og da Beringskjold i 1763 kom tilbage til København, blev han udnævnt til generalkrigskommissær, selv om Bernstorff ikke nærede nogen videre tillid til ham; men som han sagde, "manden kunne jo gøre skade, hvis han ikke var tilfreds". Beringskjolds stilling indtog en meget tvetydig stilling, idet han både blev støttet af det russiske hof og dertil tog sig betalt af dets modstander, Danmark. Han var nær ved at komme i ulykke, da tsar Peter 3. kom til magten i 1762. Beringskjold slap dog fra det, da den nye tsar blev afsat og myrdet et halvt år senere.

## Tilbage i Danmark
Fra 1762 var han igen bosat i Danmark, hvor en stor arv satte ham i stand til at optræde som godsejer. Snart fik han et dårligt ry som bondeplager, og embedsmændene ragede han straks uklar med. En af dem skrev, at "alle skyr ham", også denne embedsmand selv, "at jeg ikke skal geråde i fortræd med ham." Beringskjold sad med flere ejendomme, men forkøbte sig dertil på godset Marienborg. Da han ikke kunne betale købesummen, ville Struensee have købet betragtet som ugyldigt; men kancelliet gennemførte en mere lovformelig fremgangsmåde, skønt Beringskjolds optræden var meget voldsom, og Luxdorph noterede 17. maj 1771: "B. begegnede mig med brutalité i kancelliet." Samtidig konspirerede Beringskjold med Rantzau, der nu også ville sin tidligere protegé Struensee til livs. J.H.E. Bernstorff og A.G. Moltke afviste imidlertid planerne om et kup. Da sammensværgelsen kom i stand i januar 1772, var Beringskjolds rolle ikke at større betydning; men det sørgede han selv for at skabe indtryk af. Derfor udtalte Enkedronning Juliane Marie senere, at næst efter Gud havde de Beringskjold at takke for "den så vel fuldendte, lykkelige dag" (da Struensee blev henrettet).
Som belønning for sin komplotvirksomhed blev Beringskjold udnævnt til kammerherre med en årsløn på 2.000 rdl; han fik Marienborg tilbage, og hans to sønner blev ligeledes belønnet. Men samtidig fik Beringskjold ordre om at flytte til Vordingborg og ikke forlade denne by; han var altså idømt en type fangenskab. Det skyldtes regeringens forhold til dronning Caroline Mathilde, der på den tid sad i fangenskab på Kronborg. Beringskjold havde været modstander af at trække hende ind i komplottet mod Struensee. Det skete alligevel, og den nye statsminister Ove Høegh-Guldberg og andre i regeringen har haft grund til at mistænke ham for at planlægge at befri dronningen. Det forlød, at Beringskjold skulle have hyret 200 matroser for at sætte Caroline Mathilde fri. Den anklage var ikke så utrolig. Et par år senere planlagde den engelske forfatter Nathaniel Wraxall at befri dronningen fra Celle, og genindsætte hende på den danske trone. Han fik også arrangeret en samtale med hende i Celle i efteråret 1774; men hendes død det følgende år forpurrede planen.
Beringskjold blæste på sin forvisning til Vordingborg og flyttede uden videre tilbage til Marienborg. Han var indblandet i en række retssager og overbevist om, at nogen ville "omlive" ham. I 1775 forlod han Danmark for at "gå i en anden potentats tjeneste og snart komme tilbage som russisk minister, greve eller anden stor herre," sagde han. Han var præget af stormandsgalskab og forfølgelsesvanvid. I udlandet kontaktede han Carl af Hessen; men efter Caroline Mathildes død samme år søgte han om at måtte vende tilbage til Danmark. Det fik han lov til af regeringen, der også gav ham kammerherretitlen tilbage, ovenikøbet gratis. Guldberg kan have tænkt, at det var nemmere at holde styr på Beringskjold, når han befandt sig i landet. I Beringskjolds korrespondance med oberst Eickstedt luftede han frit sin skuffelse over den efter hans mening utilstrækkelige belønning for at have uskadeliggjort Struensee; han kaldte regeringen "rovfugle" og beskrev åbent sit had til dem og især Guldberg. Alligevel gik han rundt som en fri mand i København i årene fra 1775 til 5. juni 1781, da han blev arresteret på sit gods Rønnebæksholm.

## I fangenskab
Efter et par dage blev Beringskjold ført til Kastellet. Efter loven skulle han så være stillet for en domstol; men i et enevælde behøvede man ikke at tage det så nøje. I Kastellet sad han i "den allernøjeste forvaring og skarpeste opsyn", af Guldberg beskrevet som "en nederdrægtig og farlig mand". Dog skulle han "ikke i noget hul sættes, men i et luftigt kammer, og nyde god behandling". Guldberg beslaglagde og gennemgik så fangens papirer med den største grundighed. Efter tre måneder fremlagde han en indstilling om sagen, som regeringen dog afviste, idet de holdt Guldberg for at være partisk, og i stedet forlangte en kommission nedsat. Sagen skulle så "afgøres i al stilhed", og det bøjede Guldberg sig for. Beskyldningerne mod Beringskjold lød på:
- Troløshed mod kongen.
- Oprørske og ublu udtalelser, ja trusler mod regeringens og kongens højest betrode mænd.
- De grueligste og højst forræderiske anslag mod regering, ja mod kongens egen person.[10]

Kommissionen fandt ingen fældende beviser for Beringskjolds skyld, men fastslog, at han "hører til de urolige og for landet farlige borgere, som det almindelige bedste og den offentlige ro fordrer at måtte hele deres levetid holdes arretserede og i nøje forvaring". Han skulle dog sikres "lemfældig behandling, god pleje og bekvemmelighed". Regeringen vedtog indstillingen og bevilgede 600 rdl til Beringskjolds pleje "under kommandantens bestyrelse og regnskab". I sin tid i Kastellet fik Beringskjold bøger; han måtte godt benytte kniv og gaffel, når officerer var til stede; og de spillede kort med ham. Han måtte dog ikke skrive, hvad han alligevel fortsatte med, og efter flere advarsler blev han derfor igen frataget sin kammerherrenøgle. Guldberg følte sig dog ikke helt beroliget, selv om hans fjende nu sad bag en 4-stens mur, med jernstænger for vinduerne, samt dobbelte døre med låse og jernslå. Guldberg lod derfor en officer bilde Beringskjold ind, at man ønskede hans egen fremstilling af sagen. Fangen greb med begærlighed chancen til at lufte sit had til Guldberg og mange flere. Til alt held blev Guldberg kort efter styrtet. Men kronprinsen, som nu kom til magten, satte heller ikke Beringskjold fri. I 1785 besluttede regeringen tværtimod at få ham overflyttet til Bergenhus fæstning på livstid, dog med udsigt "til hans sundheds vedligeholdelse at røre sig og indtage frisk luft". I Bergen vantrivedes Beringskjold, og hævdede, at der blev gjort "adskillige voldsomme forsøg på at bringe ham ind i evigheden". Han kom da også op i slagsmål med medfanger, skønt han ellers disponerede en stue, et sengkammer og køkken, samt to værelser til sine folk; han holdt både tjener og to-tre piger. Han kunne også bevæge sig frit på fæstningsområdet, og havde til overmål fri adgang til skrivesager. Dem benyttede han til at lufte sin edder og galde.
I 1795 kunne kommandanten ikke tage mere, og ansøgte om at få Beringskjold flyttet til Munkholmen ved Trondheim; i modsat fald så kommandanten sig nødt til at søge afsked, "at jeg ikke skulle underkastes slig skæbne som salig generalløjtnant von Fasting, der formedelst Beringskjolds kabaler endte sine dage for tidligt." Kronprinsen foreslog da, at fangen kunne flyttes til Kongsvinger fæstning; men den stedværende kommandant skyndte sig at forsikre, at der knapt nok var plads til garnisonen, og langt mindre til en fange af Beringskjolds type. Fangen ansøgte nu om at måtte bosætte sig i Bergen og leve som fri mand der; men det turde regeringen slet ikke gå med til. Derimod fik han lov til at bosætte sig i Stavanger, hvor han skulle "nyde al anstændig frihed, så længe han ej misbruger samme". Det var han dog slet ikke tilfreds med. Han blev helt uregerlig; men med list og læmpe fik man ham til sidst anbragt i byen. Hans senere år blev ret rolige. Hverken alder eller fangenskab så ud til at have påvirket ham, der beskrives som stor og stærk, "ret som en gammel eg". Han døde næsten 83 år gammel og ligger begravet i Stavanger domkirke.